# Mölckhof

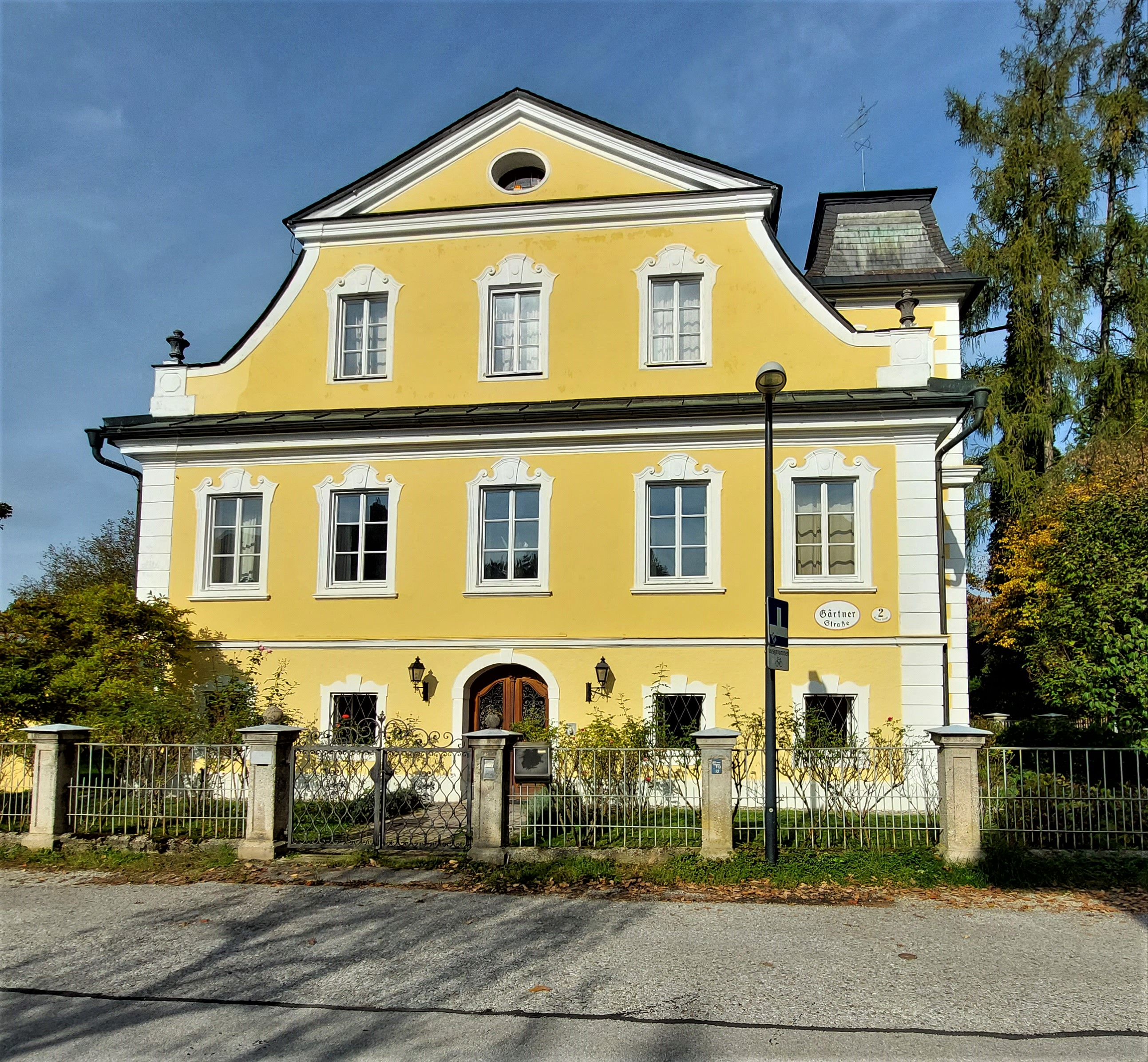
Möckhof

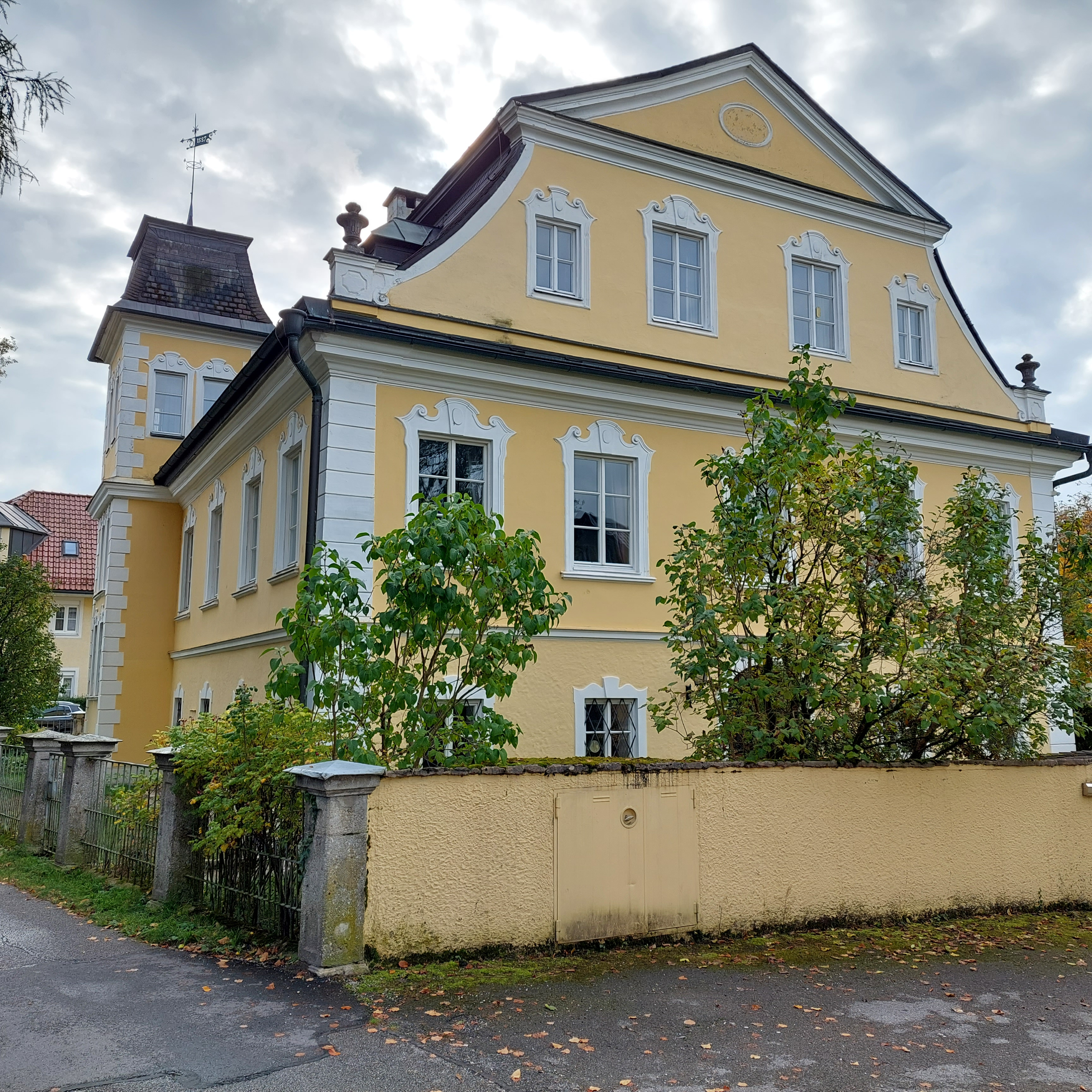
Rückseite des Mölckhofes

Der barocke Mölckhof (auch Reinhof oder Hafnerhof genannt) ist ein denkmalgeschütztes (Listeneintrag) Gebäude im Salzburger Stadtteil Riedenburg (Gärtnerstraße 2, Nebengebäude und Garage Riedenburger Straße 3 und Bayernstraße 8).

## Geschichte
1675 wurde der Holzhofgarten in der Riedenburg, ein Lagerplatz für das Holz für Ziegelbrennöfen, das vom Untersberg über die Glan und weiter den Almkanal getriftet wurde, weiter südlich verlegt. Dabei wurde das Gelände (Holzmeisterhaus und Krautgarten) um 320 fl von dem erzbischöfliche Kammerdiener Christoph Rein, der 1680 auch den Rainberg pachtete, erworben. An der Stelle des Holzmeisterhäuschens errichtete er den Reinhof. Er erwirkte bei dem Erzbischof Max Gandolf von Kuenburg, dass ihm das Anwesen als Ritterlehen und die angrenzenden Grundstücke auf Erbrecht verliehen wurden. Nach seinem Tod († 13. August 1687) hinterließ er sein beträchtliches Vermögen seiner Frau, Maria Anna Gründlerin, und seinen drei Kindern, Maria Elisabeth, Siegmund Christoph und Maria Klaudia. Nachdem Maria Elisabeth in das Stift Nonnberg eingetreten und Maria Klaudia gestorben war, ging das Rittergut an den Sohn Siegmund Christoph über. Dieser war Kammerdiener (gentil homo di corte) beim Kaiserlichen Oberstallmeister Fürst Lobkowitz und mit A. Katharina Schinagl verheiratet. Er verstarb 1720 und hinterließ zwei Kinder: Wenzel Siegmund († 1731) und M. A. Katharina, ab 1747 verheiratet mit dem Landarzt Gabriel Hein. Der Reinhof war durch langjährige Verpachtung verfallen und mit hohen Schulden belastet.
1759 erwarb Felix Anton Edler von Mölck (Mölk), von 1752 bis 1774 fürsterzbischöflicher Hofkanzler, den Reinhof von M. A. Katharina Hein, geborene Rein, und ließ an seiner Stelle das schlösschenartige Gebäude des Mölckhofs errichten. Franz Felix Anton wurde in 1714 in Buxheim geboren. Er studierte in Dillingen, Ingolstadt und Innsbruck Jura, danach praktizierte er bei verschiedenen Oberämtern im schwäbischen Kreis, 1742 war er Legationssekretär der Schwäbischen Ritterschaft beim Reichstag von Frankfurt. 1743 wurde er als Legationssekretär bei der Wahl des Kurfürsten und Erzbischofs von Mainz zugezogen. Am 15. November 1743 trat er als Salzburger Rat und Direktorialgesandtschaftssekretär auf dem Immerwährenden Reichstag in Regensburg auf.

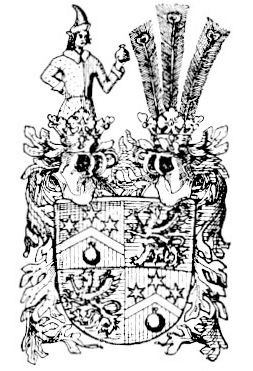
Wappen des Felix Anton Edler von Mölck

Am 1. Mai 1747 wurde er durch den Erbtruchseß Johann Jakob Zeil-Waldburg als Edler von Mölk in den Adelsstand erhoben. 1750 bewarb er sich als Hofrat um den Salzburger Adel und erhielt diesen am 31. Jänner 1752 durch Erzbischof Andreas Jakob von Dietrichstein zugesprochen. Auf sein Betreiben wurde der Neutortunnel, der die Innenstadt von Salzburg mit der Riedenburg verbindet (Baubeginn 1764), zügig fertiggestellt. Von Mölck erwarb auch die angrenzende Villa Hesse, das Meierhaus und den Reinberg. 1764 war er Hofratsdirektor und 1774 Comitialdirektorial-Gesandter in Regensburg. Er verstarb am 20. Januar 1776 in Regensburg. Verheiratet war er mit Anna Wasner von Wasenau (* ca. 1718; † 9. Februar 1799 in Salzburg).

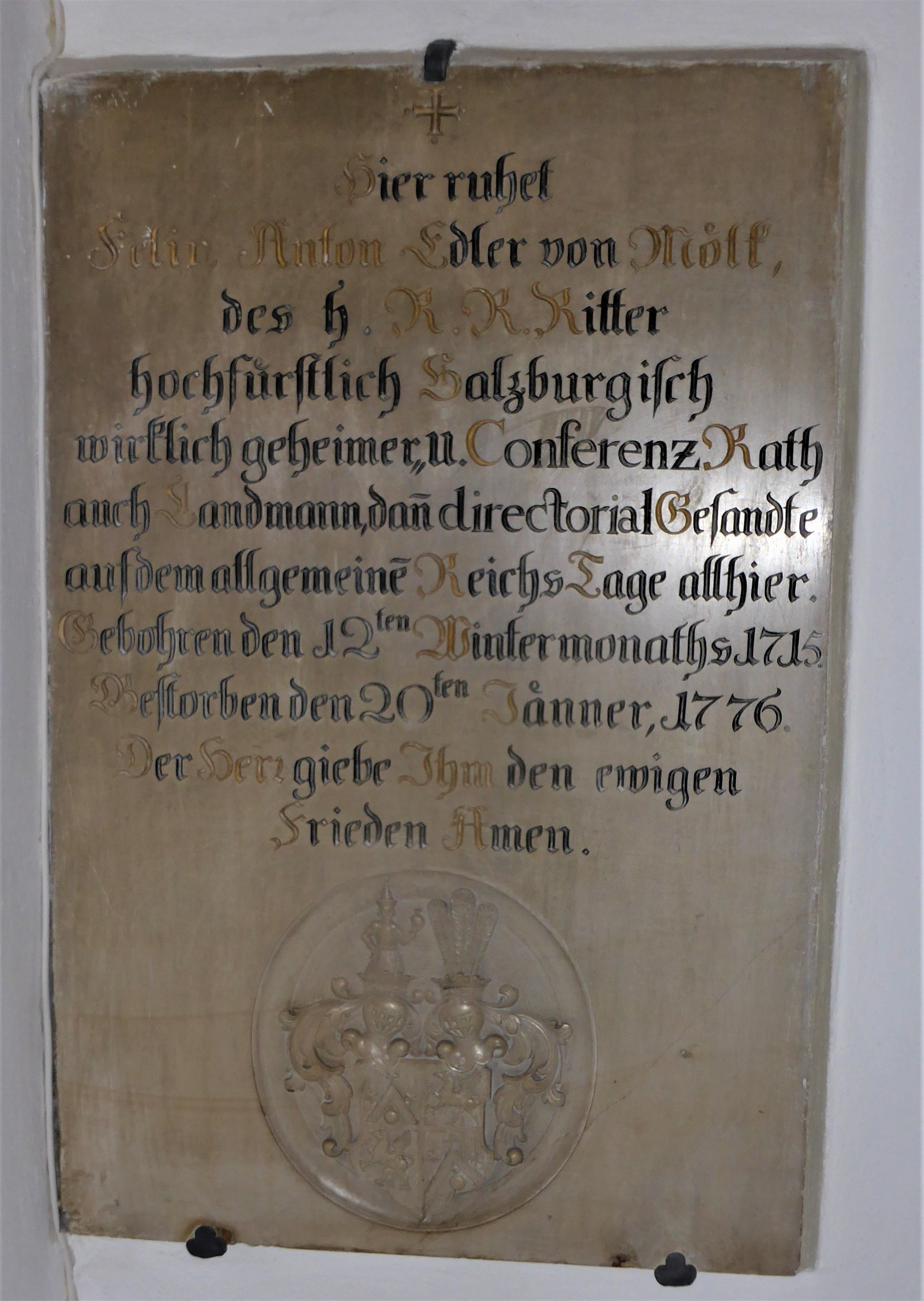
Epitaph des Felix Anton Edler von Mölck in der Kirche St. Ägid von Regensburg

Aus der Ehe gingen sechs Kinder hervor:
Franz, 1769 Hofrat, 1781 pensioniert, † am 15. Dezember in Dinkelsbühl;
Albert, * 30. November 1749, Dr. beider Rechte, drei Jahre am Collegium Germanicum in Rom, 1770 Konsistorialrat und Kanonikus der Schneeherrnstiftung, Kanonikus von Sankt Johann in Regensburg, Inspektor des St. Johannisspitals in Salzburg, † am 6. Januar 1799 in Müllegg in Salzburg, er hatte für seine Geschwister die Bewirtschaftung des Mölckhofes und der dazugehörenden Gründe für 240 fl übernommen; Anton, nach dem Studium in österreichischen Diensten, danach k.k. Resident in Frankfurt, † am 15. Mai 1805;
Maria Barbara, * 2. Dezember 1752, ab 1803 wohnhaft im 3. Stock im Gebäude Alter Markt 1, † am 3. Oktober 1823 in Salzburg;
Josef, * 18. Juli 1756, 1782 Priester, 1792 Kooperator in Teisendorf, 1805 Stadtvikar in Radstadt, 1809–1825 Pfarrer in Otting bei Waging am See, † am 2. Juli 1827 in Traunstein;
Siegmund, * 22. Februar 1758, nach dem Studium 1776 Kadett beim k.k. Infanterieregiment Nr. 50 („Stain“), 1797 Hauptmann, 1806 wieder im Regiment „Stain“, 1807 beim „Chasteller“ Nr. 27, 1812 als Major pensioniert, 1813 reaktiviert und Kommandant der Grazer MiIitärspitäler, 1814 in Ruhestand, 1819 Landwehrbataillionskommandant beim Inf.-Reg. Nr. 41 in Galizien, 1824 beim Inf. Reg. Nr. 59, † am 24. September 1840 in Salzburg, verh. mit Maria Theresia, Tochter des Universitätsprofessors Johann Anton R. von Schallhammer und der Barbara Freiin von Spiegelfeld (* 1. April 1775; † am 21. Februar 1837). Kinder aus der Ehe waren Theresia Barbara, * 22. Juni 1804, lebte teilweise in Wien und auf Schloss Janowitz in Mähren, † 1863, Letzte ihres Stammes; Josef, * 1805, 1823 Kadett im k.k. Inf. Reg. 41, 1832 Oberleutnant, † am 18. Februar 1838 in Lemberg.
Felix Anton von Mölck war aufgrund seiner Herkunft aus Dillingen ein enger Bekannter von dem aus Augsburg stammenden Leopold Mozart; seine Gattin Anna Wasner war zudem eine Jugendfreundin von Anna Maria Pertl, der Mutter von Wolfgang Mozart. Auch zwischen den Kindern aus beiden Familien gab es enge Beziehungen und der Mölckhof war oftmals Aufenthaltsort der Kinder aus beiden Familien: Der älteste Sohn der Mölks, Franz, war ein Verehrer von Nannerl, der Schwester Mozarts. Sein Bruder Albert arrangierte in Rom das letzte Konzert von Wolfgang Mozart; Wolfgang soll zudem eine Neigung zu der Schwester Maria Barbara von Mölk gezeigt haben. Es ist durch einen Brief Leopold Mozarts auch bekannt, dass im Mölckhof gemeinsam musiziert wurde; Leopold Mozart schrieb: „zwei Thurnergesellen blasen die Horn, Violon geigen Cassi und der Graf Wolfegg, auch zu Zeiten der Ranftl, Violoncell die neuen jungen Domherrn, Graf Zeil und Graf Spaur, der Hofrat Mölk, Andretter Sigerl und Ranftl ...“
Nach dem Tod des Albert von Mölck verkauften seine Geschwister den Hof und den Reinberg 1804 um 12.000 fl an den kurfürstlichen Staatsminister Friedrich Marquis Manfredini. Da dieser in Padua lebte, schenkte er 1812 den Besitz dem Chirurgen Rupert Lainer von Lend, dem Vater seines treuen Kammerdieners. Weitere Besitzer waren: Viktor Hager; Josef Hafner (1814), Beamter und verheiratet mit einer Tochter des Salzburger Kaufmanns Raimund Felix Atzwanger; Klaudine von Provenchères, geb. Freiin von Eilselsberg, Feldmarschallleutnantswitwe (1838); Ludwig Häufler (1857), unter diesem wurden das Meirerhaus und der Reinberg abgetrennt; Gustav Böhmer (1887); Maria Hesse (1898); Thaddäus Polworowski (1924); Lothar und Luise Luca (1927); Fritz und Hermine Zechentner (1927).

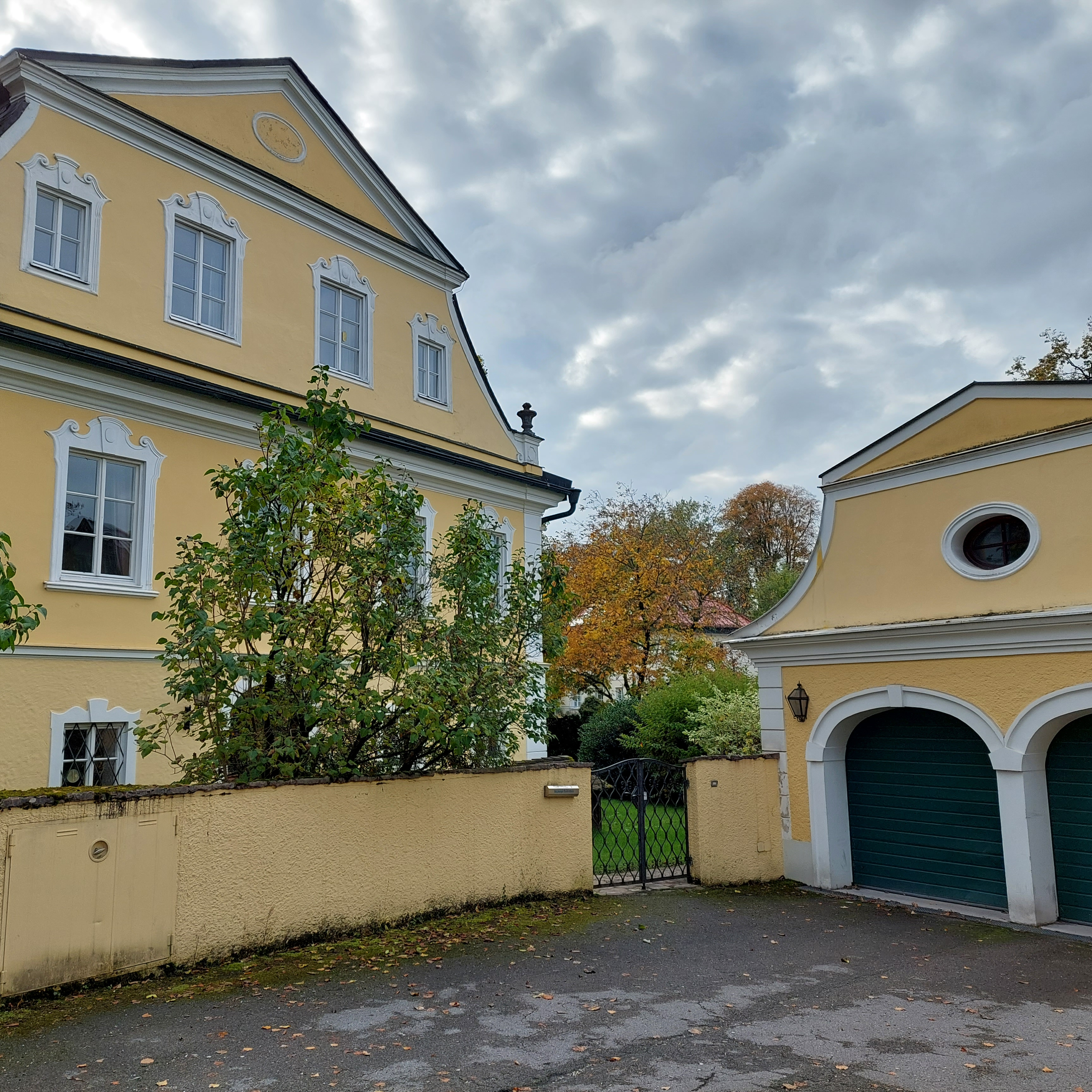
Garage und Gartenhaus des Mölckhofes

## Baulichkeit
Der Mölckhof ist ein dreigeschoßiges, in Gelb gehaltenes Gebäude mit einem Mansardwalmdach. Aus dem Dach ragt ein weiteres Geschoß in Form eines ausgestellten Turmes hervor. Auf der Schmalseite befinden sich fünf Fensterachsen, auf der Längsseite ebenfalls. Die Fenster sind durch weiße Putzfaschen herausgehoben. Die Fassaden sind durch Gesimse optisch gegliedert, desgleichen durch Eckquaderungen. Im obersten Dachgeschoß befindet sich jeweils ein Ochsenauge. Auf der südseitigen Hauptfassade ist ein zweiteiliger, mit Vasen besetzter Giebel vorgeblendet. 
Zu dem Ensemble gehören eine Garage und ein Gartenhaus, beide in gleicher Weise gestaltet wie das Hauptgebäude. Die jetzige Form erhielt das Gebäude bei einem Umbau von 1886, damals wurde es mit einer neobarocken Fassade ausgestattet. Der einstige Garten, der über die Mölckhofgasse hinaus nach Norden reichte, ist nicht erhalten. 1975 wurde das Gebäude im Einvernehmen mit dem Bundesdenkmalamt aufwändig restauriert. Es befindet sich seitdem im Besitz der Familie Sandhofer.